# Bess av Hardwick
Elizabeth Hardwick (eller Hardwicke, grevinnan av Shrewsbury), känd som Bess av Hardwick, född  1527, död 1608 var en engelsk hovdam och godsägare, känd för sina äktenskap. Hon var tredje överlevande dotter till John Hardwick av Hardwicke i Derbyshire. 

## De första äktenskapen
Bess av Hardwick gifte sig som fjortonåring med den tolvårige Robert Barlow, som var arvtagare till ett näraliggande gods. De var dock för unga, och han för sjuklig, för att äktenskapet skulle hinna fullbordas innan han avled. Som Roberts änka hade hon rätt till en tredjedel av inkomsterna från Barlowgodset. 
Hon förblev ensamstående fram till 20 augusti 1547, då hon som tjugoåring gifte sig med sir William Cavendish (som varit gift två gånger tidigare, hade två döttrar och var mer än dubbelt så gammal som hon). Det var troligtvis hon som rådde honom att sälja sina landområden i södra England och köpa Chatsworthägorna i Derbyshire. De fick åtta barn, varav två dog som spädbarn. Av de överlevande var tre söner och tre döttrar. En av sönerna blev hertig av Devonshire, och en annan hertig av Newcastle upon Tyne.

## Tredje äktenskapet
Efter att sir William Cavendish avlidit 25 oktober 1557 gifte hon sig 1559 med sir William St. Loe (eller Sentloe eller St. Lowe), kapten över drottning Elisabets vakter, Chief Butler of England, och ägare till stora ägor i Tormarton i Gloucestershire och Chew Magna i Somerset. Då sir William avled utan manlig avkomma 1564/1565, under mystiska omständigheter (troligen förgiftad av sin yngre bror), efterlämnade han allt till Bess, till hans döttrars och bröders besvikelse. Bess hade nu, förutom sina egna sex barn, ansvaret för sir William Cavendishs döttrar från hans första äktenskap, men sir William St Loes två döttrar var redan vuxna och försörjda.
Sir William St Loes död gjorde Bess, Lady St Loe, till en av de mest eftertraktade kvinnorna i England. Hon var inte bara hovdam med daglig kontakt med drottningen, hon hade även inkomster kring 60 000 £, vilket motsvarar miljoner i dagens penningvärde. Hon var såg fortfarande bra ut och var vid god hälsa, så många betydande män började uppvakta henne.

## Fjärde äktenskapet
Med drottning Elisabets godkännande gifte sig Bess 1568 för fjärde gången med George Talbot, 6:e earl av Shrewsbury, en av rikets främsta aristokrater. Han hade sju barn från sitt första äktenskap. Två av hans barn gifte sig med två av hennes i en dubbelceremoni i februari 1568.  Bess dotter Mary Cavendish (12 år) gifte sig med Gilbert Talbot (16 år), Shrewsburys äldste son, och Bess son Henry Cavendish (18 år), gifte sig med Shrewsburys dotter, Grace Talbot (8 år).
De kända pärlorna som Bess bär på sina porträtt köpte hon själv, en och en, vilket hennes tidiga räkenskapsböcker visar. Påståendet att de skulle var 'Talbotpärlorna' stämmer inte och är hämtat från en roman.
Under många år (1569–1584), tjänade Bess och hennes make som 'fångvaktare' för den fängslade Maria I av Skottland då den skotska drottningen satt inspärrad på något av deras gods, men det var inte förrän hon fick en annan fångvaktare, Sir Amias Paulet, som hon råkade i de problem som kostade henne livet. Omkring den tid som Maria var i deras vård separerade earlen och Bess för gott — de hade varit tillsammans från och till sedan 1580, och till och med drottning Elisabet hade försökt att få dem att enas. Maria tycks ha förstärkt, om inte skapat, problemen mellan dem genom att spela ut dem mot varandra. Grevinnan trodde att han hade haft ett förhållande med Maria, något som varken bevisats eller motbevisats, men tycks osannolikt med tanke på earlens dåliga hälsa.

## Vårdnadshavare till Arabella Stuart
1574 besökte Bess, grevinnan av Shrewsbury grevinnan av Lennox för att gifta bort sin dotter Elizabeth med Charles Stuart, Lennox yngre son och bror till Lord Darnley, Maria I av Skottlands andre make. Äktenskapet ägde rum utan Shrewsburys vetskap, som — även om han känt till förslaget en tid innan det skedde - vägrade att ta ansvar för det. Då Lennoxfamiljen hade anspråk på tronen, upplevdes äktenskapet som möjligt förräderi då ingen kunglig tillåtelse hade givits. Grevinnan av Lennox, brudgummens mor, skickades till Towern i flera månader, och Bess beordrades komma till London för en officiell utredning, men hon ignorerade detta och förblev i Sheffield tills det lugnade ned sig. Dottern födde Arabella Stuart, som hade anspråk både på Skottlands och Englands troner. Mormodern avgudade henne, men skämde bort henne och Arabella skulle komma att bli en plåga för Bess under hennes sista år.
En BBC-dokumentär hävdar att Bess var mycket angelägen om att Arabella skulle bli drottning, men faktum är att Bess tvingades, på drottningens order, att hålla flickan från hovet och noga övervaka henne i det lantliga Derbyshire. Arabella skyllde detta på sin mormor och de blev osams för gott då Arabella försökte rymma och gifta sig med en man som också hade anspråk på tronen. Bess strök Arabella från sitt testamente och bönföll drottningen att få slippa ansvaret över dotterdottern. Arabellas anspråk på tronen ledde ingenstans, men Bess skulle slutligen få en annan ättling på tronen: drottning Elizabeth II.

## Byggprojekt
Bess av Hardwick blev känd för sina byggprojekt, särskilt två av dem: Chatsworth, numera säte för hertigarna av Devonshire, vars familjenamn fortfarande är Cavendish eftersom de är ättlingar från hennes andra äktenskap) och Hardwick Hall, om vilket man sagt i mer än 400 år nu: "Hardwick Hall, more glass than wall," (eftersom det har så många, och stora, fönster). Hon begravdes i valvet i Derby Cathedral, där det finns ett minnesmärke över henne. Alla tre platserna är populära besöksmål, liksom Old Hardwick Hall, Bess' födelseplats.

## Fortsatt läsning
- Durant, David N. Bess of Hardwick: Portrait of an Elizabethan Dynast. Weidenfeld and Nicolson, 1977
- Lovell, Mary S. Bess of Hardwick: First Lady of Chatsworth. Time-Warner Boks, 2005.
- Pearson, John. The Serpent and the Stag. Holt, Rinehart, & Winston, 1984.
- Westcott, Jan. The Tower and the Dream. Putnam, 1974.